# Keum Suk Gendry-Kim
Keum Suk Gendry-Kim (Goheung-eup, Jeolla del Sur, 1971) es una dibujante de comics y traductora de Corea del Sur.

## Biografía
Nacida en 1971, Keum Suk Gendry-Kim salió de Corea del Sur en 1994. Estudió pintura en la Universidad de Sejong y en la Escuela de Artes Decorativas de Estrasburgo.  Vivió en París durante 17 años colaborando en varias editoriales traduciendo del coreano desde 2006. También produce obras para niños inéditas en Francia. Después de haber vivido durante varios años en Francia, regresó a su país natal durante algún tiempo en 2011 y posteriormente se instaló allí. En términos de influencias, la autora cita el manga shōjo, The Generous Bandit de Lee Doo-ho y los cómics de Lee Hee-jae.
En 2012 entregó su primera tira cómica, Le chant de mon père, un relato autobiográfico del éxodo rural de su familia en la década de 1970, a Éditions Sarbacane: En 2015 publicó Jiseul, que trata sobre el insurrección de Jeju de 1948, basado en la obra de O Muel. En 2017, participó en el Festival de Primavera de Corea en Nantes. En 2018, firma con Delcourt la novela Mauvaises herbes: D'après le témoignage d'une esclave sexuelle de l'armée japonaise, en España se publicó con el título Hierba que cuenta la historia de Lee Oksun, una mujer de consuelo— esclava sexual del ejército japonés durante la Segunda Guerrea Mundial; la historietista desea presentar el punto de vista personal a partir de una entrevista con una víctima. Este volumen de 500 páginas tardó tres años en completarse y fue elogiado por público y la crítica.  En 2020 publica tres libros L'Arbre nu, Alexandra Kim, la siberiana y Jon. Jon es un niño con autismo cuyos padres luchan contra los prejuicios sociales y que se convierte en «un pequeño prodigio musical».

### Vida personal
Keum Suk Gendry-Kim está casada con Loïc Gendry, traductor y profesor de francés como lengua extranjera

## Obras
- La Le chant de mon père, Sarbacane, 2012[13]
- Jiseul, adaptación y dibujo de la obra original de O Muel, Sarbacane, 2015 ISBN 978-2-84865-774-5
- Les mauvaises herbes: d'après le témoignage d'une esclave sexuelle de l'armée japonaise, Delcourt, coll. «Encrages», 2018 ISBN 978-2-413-00378-6[14]
- Alexandra Kim la siberiana: el primer revolucionario bolchevique coreano que soñó con un mundo igualitario, basado en la novela de Jung Cheol-Hoon, traducción de Loïc Gendry, Éditions Cambourakis, 2020 ISBN 978-2-36624-513-4
- L'Arbre nu (El árbol desnudo), 2020 ISBN 979-10-37502-18-6
- Jon, Delcourt, coll. "Encrages», 2020 ISBN 978-2-413-01848-3
- L'Attente, Futuropolis, 20218 ISBN 978-2-7548-3049-2

### Otras
- De case en case: portraits de 15 bédéistes sud-coréens,[15] Taller de Cuadernos, Colección Ensayos, 2015.[16]
- Manger cent façons (ilustración), bajo la dirección de Benjamin Joinau y Simon Kim, Atelier des carnets, 2016.[17]

### Traducidas al español
- El árbol desnudo, Ponent Mon 2021, ISBN 9788418309076
- Hierba, Ed. Reservoir Books 2022, ISBN 9788418052071
- Mañana será otro día, Ed. Reservoir Books 2024, ISBN 9788419437907
- Perros, Ed. Reservoir Books 2024, ISBN 9788419437778
- La espera, Ed. Reservoir Books 2024, ISBN 9788418897771

## Premios y reconocimientos
- 2019: mención especial en el premio “Bulles d'Humanité (Diario L'Humanité) por Mauvaises Herbes.[18]
- 2020:
  1. Premio Harvey al Mejor Libro Internacional por Hierba
  2. Premio de estudio de caricaturista a la mejor historieta impresa por Hierba.[19]